# TSV Hannover-Burgdorf
Il Turn- und Sportvereinigung Hannover-Burgdorf è una squadra di pallamano tedesca avente sede ad Hannover.

È stata fondata nel 1922.

Disputa le proprie gare interne presso la Swiss Life Hall di Hannover la quale ha una capienza di 4.460 spettatori.